# Seznam španělských královen

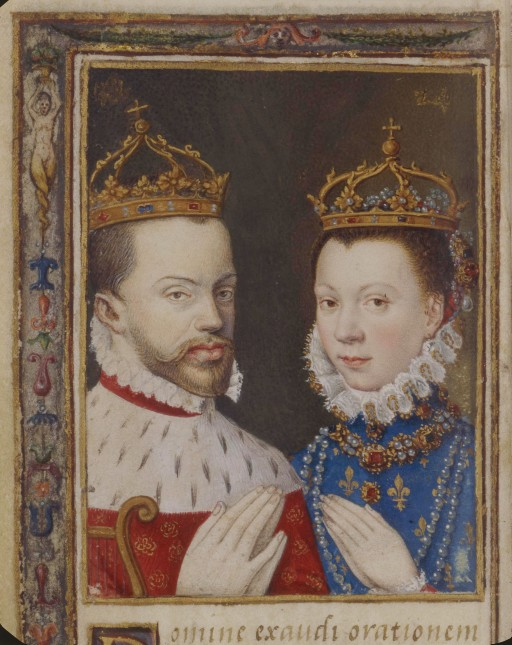
Španělský královský pár Filip II. a Alžběta

Seznam španělských královen zahrnuje manželky panovníků Španělského království, jimž náležel titul královna, počínaje rokem 1556, kdy na španělský trůn usedl první král sjednocených království Karel I., náležející k Habsburské dynastii. Tyto ženy samy nevládly, maximálně byly regentkami za své neplnoleté děti, a stály pouze po boku svých mužů.
Pro přehlednost jsou královny řazeny podle vládnoucích dynastií, ke kterým příslušeli jejich manželé.
Na španělském trůně se vystřídaly čtyři vládnoucí dynastie:
- Habsburkové (1516–1700)
- Bourboni (1700–1808, 1813–1870, 1875–1931, 1975–současnost)
- Bonapartové (1808–1813)
- Savojští (1870–1873)

## Habsburkové(1516–1700)
| Portrét | Jméno                 | Dynastie         | Narození–úmrtí | Sňatek             | Královnou od–do          | Manžel                    |
| ------- | --------------------- | ---------------- | -------------- | ------------------ | ------------------------ | ------------------------- |
|         | Isabela Portugalská   | Avizové          | 1503–1539      | 10. března 1526    | 1526–1539                | Karel I. (císař Karel V.) |
|         | Marie I. Tudorovna    | Tudorovci        | 1516–1558      | 25. července 1554  | 1556–1558                | Filip II.                 |
|         | Alžběta z Valois      | Valois-Angoulême | 1545–1568      | 1559               | 1559–1568                | Filip II.                 |
|         | Anna Habsburská       | Habsburkové      | 1549–1580      | 4. května 1570     | 1570–1580                | Filip II.                 |
|         | Markéta Štýrská       | Habsburkové      | 1584–1611      | 18. dubna 1599     | 1599–1611                | Filip III.                |
|         | Izabela Bourbonská    | Bourboni         | 1603–1644      | 25. listopadu 1615 | 1621–1644                | Filip IV.                 |
|         | Marie Anna Habsburská | Habsburkové      | 1634–1696      | 8. listopadu 1649  | 1649–1665 –1675 regentka | Filip IV.                 |
|         | Marie Luisa Orleánská | Orléanští        | 1662–1689      | 19. listopadu 1679 | 1679–1689                | Karel II.                 |
|         | Marie Anna Neuburská  | Wittelsbachové   | 1667–1740      | 4. května 1690     | 1690–1700                | Karel II.                 |

## Bourboni(1700–1808)
| Portrét | Jméno                   | Dynastie      | Narození–úmrtí | Sňatek            | Královnou od–do | Manžel        |
| ------- | ----------------------- | ------------- | -------------- | ----------------- | --------------- | ------------- |
|         | Marie Luisa Savojská    | Savojští      | 1688–1714      | 2. listopadu 1701 | 1701–1714       | Filip V.      |
|         | Alžběta Farnese         | Farnese       | 1692–1766      | 24. prosince 1714 | 1714–1724       | Filip V.      |
|         | Luisa Alžběta Orleánská | Orléanští     | 1709–1742      | 20. ledna 1722    | 1724–1724       | Ludvík I.     |
|         | Alžběta Farnese         | Farnese       | 1692–1766      | 24. prosince 1714 | 1724–1746       | Filip V.      |
|         | Barbora Portugalská     | Braganzové    | 1711–1758      | 1729              | 1746–1758       | Ferdinand VI. |
|         | Marie Amálie Saská      | Wettinové     | 1724–1760      | 1738              | 1759–1760       | Karel III.    |
|         | Marie Luisa Parmská     | Bourbon-Parma | 1751–1819      | 1765              | 1788–1808       | Karel IV.     |

## Bonapartové(1808–1813)
| Portrét | Jméno       | Dynastie | Narození–úmrtí | Sňatek | Královnou od–do | Manžel   |
| ------- | ----------- | -------- | -------------- | ------ | --------------- | -------- |
|         | Julie Clary |          | 1771–1845      | 1794   | 1808–1813       | Josef I. |

## Bourboni(1813–1870)
| Portrét | Jméno                             | Dynastie              | Narození–úmrtí | Sňatek            | Královnou od–do          | Manžel                                        |
| ------- | --------------------------------- | --------------------- | -------------- | ----------------- | ------------------------ | --------------------------------------------- |
|         | Marie Isabela Portugalská         | Braganzové            | 1797–1818      | 1816              | 1816–1818                | Ferdinand VII.                                |
|         | Marie Josefa Saská                | Wettinové             | 1803–1829      | 20. října 1819    | 1819–1829                | Ferdinand VII.                                |
|         | Marie Kristýna Neapolsko-Sicilská | Bourbon-Obojí Sicílie | 1806–1878      | 11. prosince 1829 | 1829–1833 –1840 regentka | Ferdinand VII.                                |
|         | Izabela II. Španělská             | Bourboni              | 1830–1868      | 10. října 1846    | 1833–1868                | vládnoucí královna, manžel František Cádizský |

## Savojští(1870–1873)
| Portrét | Jméno                                  | Dynastie | Narození–úmrtí | Sňatek | Královnou od–do | Manžel     |
| ------- | -------------------------------------- | -------- | -------------- | ------ | --------------- | ---------- |
|         | Marie Viktorie al Pozzo della Cisterna | Pozzo    | 1847–1876      | 1863   | 1870–1873       | Amadeus I. |

## Bourboni(1875–1931) a od roku1975
| Portrét | Jméno                               | Dynastie             | Narození–úmrtí | Sňatek | Královnou od–do          | Manžel              |
| ------- | ----------------------------------- | -------------------- | -------------- | ------ | ------------------------ | ------------------- |
|         | Marie de las Mercedes de Orleans    | Orléanští            | 1860–1878      | 1878   | 1878–1878                | Alfons XII.         |
|         | Marie Kristýna Habsbursko-Lotrinská | Habsbursko-Lotrinští | 1858–1929      | 1879   | 1879–1885 –1902 regentka | Alfons XII.         |
|         | Viktorie z Battenbergu              | Battenbergové        | 1887–1969      | 1906   | 1931–1941                | Alfons XIII.        |
|         | Sofie Řecká                         | Oldenburská dynastie | * 1938         | 1962   | 1975–2014                | Juan Carlos I.      |
|         | Letizia Španělská                   | Ortiz                | * 1972         | 2004   | 2014–                    | Filip VI. Španělský |